# Philip Kipkurgat Manyim
Philip Kipkurgat Manyim (* 24. März 1978) ist ein kenianischer Marathonläufer.
Manyim war lange als Tempomacher bei 3000-m-Hindernisläufen tätig. Sein Freund Moses Tanui überredete ihn, auf den Straßenlauf umzusteigen. 2003 gewann er den Südtiroler Frühlings-Halbmarathon in 1:01:15. Bei seinem zweiten Marathon gelang ihm ein weiterer Erfolg, als er beim Rom-Marathon 2005 Zweiter in 2:08:01 wurde. Noch besser lief es für ihn beim Berlin-Marathon desselben Jahres, den er überraschend in 2:07:41 gewann.
2006 wurde er Dritter beim JoongAng Seoul Marathon und 2007 Vierter beim Berlin-Marathon.
Manyim stammt aus dem Distrikt Uasin Gishu, ist verheiratet und Vater zweier Kinder.